# پاول کوتس
پاول کوتس (انگلیسی: Paul Coutts؛ زادهٔ ۲۲ ژوئیهٔ ۱۹۸۸) بازیکن فوتبال اهل بریتانیا است.
از باشگاه‌هایی که در آن بازی کرده‌است می‌توان به باشگاه فوتبال شفیلد یونایتد، باشگاه فوتبال پرستون نورث اند، باشگاه فوتبال پیتربورو یونایتد، و باشگاه فوتبال دربی کانتی اشاره کرد.
وی همچنین در تیم ملی فوتبال زیر ۲۱ سال اسکاتلند بازی کرده‌است.